# مرادآباد (تهران)
مرادآباد (تهران)، روستایی از توابع بخش آفتاب شهرستان تهران در استان تهران ایران است.

## جمعیت
این روستا در دهستان خلازیر قرار دارد و براساس سرشماری مرکز آمار ایران در سال ۱۳۸۵، جمعیت آن ۲۹ نفر (۸خانوار) بوده‌است.